# داتر
(بالإنجليزية: DATR) هي لغة لتمثيل المعرفة اللغوية. حيث يتم ترميز المعرفة اللغوية على شكل شبكة من العقد، وكل عقدة لديها مجموعة من السمات المشفرة، يمكن أن تمثل العقدة شكل كلمة أو كلمة.
وقد تم تطوير في أواخر الثمانينيات من قبل روجر إيفانز وبيل كيلر، واستخدمت على نطاق واسع في التسعينيات. ترد المواصفات القياسية للغة في Evans و RFC، المتاحة على موقع Sussex (موجود بالروابط الخارجية). تم استخدام في مجموعة متنوعة من لغات البرمجة، واستخدمت في العديد من التطبيقات متوفرة على الإنترنت، بما في ذلك استخدامها المتوافق مع RFC على موقع بيليفيلد على الإنترنت (موجود بالروابط الخارجية).
لا تزال مستخدمة في ترميز شبكات التوريث في مختلف المجالات اللغوية وغير اللغوية، وهناك ناقش معياراً كل اللغات الممثلة للمعلومات اللغوية.

## روابط خارجية
- DATR في جامعة ساسكس نسخة محفوظة 4 مارس 2016 على موقع واي باك مشين.
- مستودع DATR وتطبيق ZDATR المتوافق مع RFC في Universität Bielefeld